# Santiago de Bougado

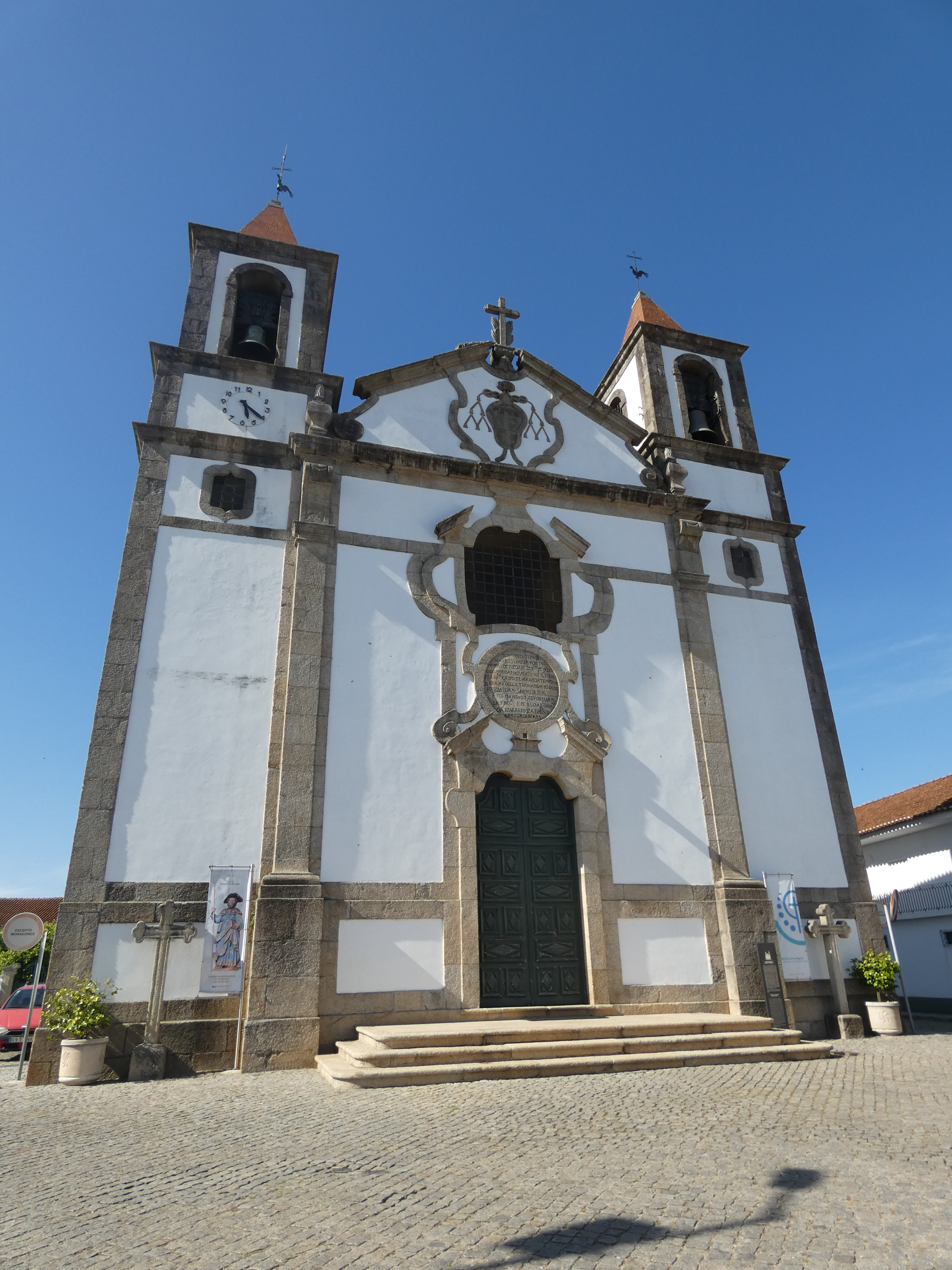
Santiago de Bougado Kirche in Trofa, Portugal

Santiago de Bougado ist ein Ort und eine ehemalige Gemeinde (Freguesia) im Norden Portugals.
Santiago de Bougado gehört zum Kreis und zur Stadt Trofa im Distrikt Porto. Die Gemeinde hatte eine Fläche von 14,5 km² und 6395 Einwohner (Stand 30. Juni 2011).
Am 29. September 2013 wurden die Gemeinden Bougado (Santiago) und Bougado (São Martinho) zur neuen Gemeinde União das Freguesias de Bougado (São Martinho e Santiago) zusammengeschlossen.